# Zoološki vrt Trapisti
Zoološki vrt Trapisti, zoološki vrt u Trapistima kod Banja Luke, jedini zoološki vrt u entitetu Republici Srpskoj i uz sarajevski i tuzlanski jedan od tri u Bosni i Hercegovini.
ZOO se prostire na 4,3 hektra i izgrađen je donacijama zooloških vrtova iz Beograda i Sarajeva. Ravnatelj je Zoran Suvajac. Počeo se graditi 2006., a sadrži i jezero. Službeno je otvoren 2008. godine.
Zoološki vrt raspolaže s nekoliko desetaka, uglavnom manjih životinjskih vrsta, kao što su srne, jelen lopatar, patuljaste koze, jazavac, kuna zlatica te razna perad, ali i jedan primjerak makaki majmuna. Od većih životinja, tu su medvjed, par kanadskih vukova, ljama i par nojeva. Rakune i klokane nije bilo moguće zadržati zbog nedostatka novca.
Osim životinja vrt ima i sadržaje namijenjene djeci, kao što su mali vrtuljak, zračni tobogan, igralište s ljuljačkama, kao i mnogobrojne klupe i stolove za odmor. Uvjeti za držanje životinja u banjalučkom zoološkom vrtu nisu na sjajnoj razini, o čemu je u više navrata pisalo i društvo „Noa“, banjalučko društvo za zaštitu životinja. Cijena ulaznice iznosi 2 marke, a mjesečni troškovi održavanja vrta kreću se od 15 000 do 20 000 maraka. Vrt dobiva financijsku podršku gradskih vlasti i gradske turističke zajednice.
Medvjed prozvan Momčilo došao je u banjalučki zoološki vrt u proljeće 2009. godine. Ulovljen je na području Šipova, u Republici Srpskoj, a u zoološki vrt je stigao zalaganjem radnika vrta.